# Lowell Thomas

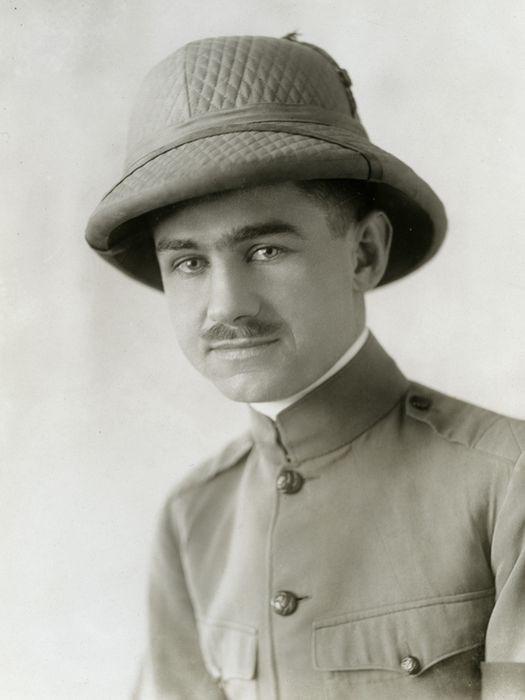
Lowell Thomas w Arabii, 1918

Lowell Jackson Thomas (ur. 6 kwietnia 1892 w Woodington, zm. 29 sierpnia 1981 w Pawling) – amerykański pisarz, dziennikarz i prezenter radiowo-telewizyjny.

## Życiorys

### Wczesne lata
Urodził się w Woodington, w stanie Ohio. Jego ojciec – Harry – był lekarzem, a jego matka – Harriet z d. Wagner – nauczycielką. W 1900 rodzina przeprowadziła się do miejscowości Victor w Kolorado. W 1910 ukończył Victoria High School, gdzie jedną z jego nauczycielek była pisarka Mabel Barbee Lee. W 1911 otrzymał stopień bakałarza w Valparaiso University w Valparaiso w Indianie. W 1912 uzyskał tytuł magistra na University of Denver. W latach 1912–1914 pisał dla „Chicago Evening Journal” i wykładał retorykę w Chicago-Kent College of Law.

### Lawrence z Arabii
Po przystąpieniu Stanów Zjednoczonych do I wojny światowej uzyskał, dzięki poparciu sekretarza Departamentu Zasobów Wewnętrznych USA Franklina Lane'a, zgodę administracji prezydenta Woodrowa Wilsona dla swojej podróży do Europy jako „nieoficjalny historyk wojny”. Zamierzał propagować udział Ameryki w wojnie, lecz również zgromadzić materiały do dzienników z podróży, które zamierzał wykorzystać komercyjnie. W lipcu 1917 utworzył Thomas Travelogues Inc. i zebrał (według własnych szacunków) około 100 tys. USD na ten cel. Wyruszył wraz z żoną i operatorem kamery, Harrym Chase'em, do Francji filmować działania wojenne. Następnie wyruszył na Bliski Wschód. W Jerozolimie poznał T.E. Lawrence'a, który zaprosił go do obozu księcia Fajsala na pustyni. W obozie na pustyni zrobił zdjęcia T.E. Lawrence'a i nakręcił o nim film, który obejrzało ponad cztery miliony widzów w Anglii, USA, Australii, Nowej Zelandii, Azji Południowo-Wschodniej, Indiach i Kanadzie. Film przyniósł sławę T.E. Lawrence'owi i miliony dolarów Lowellowi Thomasowi.
W 1924 wydał swoją pierwszą książkę pt. With Lawrence in Arabia. Łącznie napisał ich ponad 50. W Polsce w 2003 ukazała się jego książka Rycerze głębin (Raiders of the Deep), która pierwotnie została opublikowana w 1928.

### Radio i telewizja
Pierwsze wiadomości radiowe poprowadził 29 września 1930. Prowadził wiadomości radiowe aż do 14 maja 1976. Był jednym z najlepiej zarabiających prezenterów radiowych. W 1948 roku zarobił 420,3 tys. USD i rzadko otrzymywał mniej niż 375 tys. USD rocznie. Był pierwszą osobą, która poprowadziła audycję radiową z pokładu statku, samolotu i śmigłowca. Inne audycje radiowe nagrywał prawie aż do swojej śmierci w 1981. W 1939 poprowadził pierwsze w historii wiadomości telewizyjne.

### Życie rodzinne
W 1917 poślubił Frances Ryan, z którą miał syna, Lowella Jacksona, juniora. Thomasowie byli małżeństwem przez 58 lat, aż do śmierci Frances w 1975.
W 1977 ożenił się z 49-letnią wdową, Marianną Munn.

### Coda
Zmarł w wieku 89 lat w rodzinnym Pawling. Został pochowany na miejscowym cmentarzu Christ Church.

## Wyróżnienia
Został uhonorowany dwiema gwiazdami (za osiągnięcia radiowe i za osiągnięcia telewizyjne) na hollywoodzkiej Alei Gwiazd.
W 1977 otrzymał z rąk prezydenta Geralda Forda Presidential Medal of Freedom.

## W kulturze popularnej
- W filmie Lawrence z Arabii z 1962 – przedstawiony jako Jackson Bentley, postać grana przez Arthura Kennedy'ego
- W odcinku Maroko 1917 serialu Kroniki młodego Indiany Jonesa (1992-1996)
- W filmie Młody Indiana Jones: Wiek niewinności, składającym się z dwóch odcinków serialu Kroniki młodego Indiany Jonesa

## Nagroda Lowella Thomasa
Thomas był członkiem The Explorers Club, który od 1980 przyznaje nagrody jego imienia, żeby „uhonorować kobiety i mężczyzn, którzy wyróżnili się na polu eksploracji”. Wśród pierwszych nagrodzonych był sam Thomas. Ponadto laureatami The Lowell Thomas Award byli m.in. Buzz Aldrin, William Anders, Isaac Asimov, David Attenborough, Robert Ballard, Scott Carpenter, Jean-Michel Cousteau, Yvon Chouinard, Michael Collins, Charles Conrad, Clive Cussler, Sylvia Earle, Edmund Hillary, Louise Leakey, James Lovell, Edgar Mitchell, Scott Parazynski, Bertrand Piccard, Stefanie Powers, Dan Rather, Carl Sagan, Walter Schirra, Susan Solomon, Ted Turner, Don Walsh, Krzysztof Wielicki, Edward Osborne Wilson i Chuck Yeager.